# Bromus pectinatus
Bromus pectinatus là một loài thực vật có hoa trong họ Hòa thảo. Loài này được Thunb. mô tả khoa học đầu tiên năm 1794.